# Shelleys oehoe
De Shelleys oehoe (Ketupa shelleyi, synoniem Bubo shelleyi) is een oehoe uit de familie Strigidae.
Deze grote oehoe werd voor het eerst wetenschappelijk beschreven door Richard Bowdler Sharpe en H.T. Ussher in 1872. De soort is genoemd naar de Britse kapitein en ornitholoog George Ernest Shelley. Ze werd ontdekt in het woud in het gebied van de Fantee (de Fantee, Fanti of Fante zijn een etnische groep in het zuidwesten van Ghana).

## Verspreiding en leefgebied
Deze soort komt voor van Sierra Leone tot Ghana en van Kameroen tot oostelijk Congo-Kinshasa en Gabon. De soort wordt zelden waargenomen en er is niet veel over bekend. Ze leeft in het woud en ontbossing vormt de voornaamste bedreiging.

## Na 150 jaren gefotografeerd
Op 16 oktober 2021 werd voor de eerste keer in het wild een exemplaar gefotografeerd. Dit gebeurde in de Atewa Range Forest Reserve in het zuidoosten van Ghana.

## Status
De grootte van de populatie is in 2018 geschat op 1500-7000 volwassen vogels. Op de Rode lijst van de IUCN heeft deze soort de status kwetsbaar.